# 143048 Margaretpenston
143048 Margaretpenston è un asteroide della fascia principale. Scoperto nel 2002, presenta un'orbita caratterizzata da un semiasse maggiore pari a 2,5306434 UA e da un'eccentricità di 0,1214845, inclinata di 5,04447° rispetto all'eclittica.
L'asteroide è dedicato all'astronoma statunitense Margaret Penston.